# Mario Vasilj
Mario Vasilj, född 23 december 1983, är en svensk fotbollsspelare (försvarare) som spelar för Rydaholms GoIF. Han spelade under större delen av sin karriär för Östers IF.

## Karriär
Vasilj anslöt till Östers IF:s A-trupp från Rydaholms GoIF under våren 2006. Han gjorde mål direkt i sin allsvenska debut mot GAIS. Han hade under en lång period i Öster en ordinarie plats i lagets backlinje och kallades av supportrarna för "Super-Mario".
I oktober 2017 förlängde Vasilj sitt kontrakt med ett år. Efter säsongen 2018 lämnade han klubben. Säsongen 2019 återvände Vasilj till moderklubben Rydaholms GoIF, där han spelade med sin bror Ivan Vasilj. Han spelade 16 matcher och gjorde 13 mål för klubben i Division 6 under säsongen 2019. Säsongen 2020 spelade Vasilj fem matcher och gjorde tre mål i Division 5.